# Agrotis fasciata
Agrotis fasciata is een uitgestorven vlinder uit de familie van de uilen (Noctuidae). De wetenschappelijke naam van de soort is voor het eerst geldig gepubliceerd in 1894 door Walter Rothschild.

## Kenmerken
Agrotis fasciata bereikte een spanwijdte van 47 millimeter. De bovenkant van de voorvleugels was lichtbruin van grondkleur. De binnenste en buitenste dwarslijnen waren duidelijk donker. De binnenste dwarsstreep was sterk getand, de buitenste fijn getand. Nier- en ringmaculae waren duidelijk ontwikkeld en iets donkerder dan de grondkleur. Een onduidelijke middenschaduw liep van de binnenrand, waar de buitenste transversale lijn eindigt, verder over de niermacula naar de costa. De franjes hadden grotendeels dezelfde kleur als het bovenvleugeloppervlak, maar de basis van de franjes was gelig. De bovenkant van de achtervleugels was crèmekleurig. In het midden liep een licht golvende, smalle, zwarte band gebogen over beide achtervleugels. De onderkant van de voorvleugels was grijs leerachtig aan de basis en werd donkerder grijs naar de buitenrand toe. Op de apicale helft liep een haarbruine diagonale streep. De onderkant van de achtervleugels was licht leerachtig met een haarbruine band die overeenkwam met die op de voorvleugels. De kop en halskraag (patagia) waren roodbruin. De thorax was grijsachtig houtbruin. Het achterlijf was kaneelkleurig.

## Geografische verspreiding, habitat en levenswijze.
Agrotis fasciata was endemisch op Midway Atoll. De eilanden hebben een subtropisch klimaat. Er is niets bekend over de levenswijze.

## Uitsterven
De laatste waarneming van Agrotis fasciata was rond 1912. Een mogelijke oorzaak van het uitsterven zijn exotische organismen die op Midway Atoll werden ingevoerd voor biologische ongediertebestrijding. Tijdens een expeditie in 1994 kon deze soort niet worden teruggevonden. Agrotis fasciata werd in 1986 opgenomen in de Rode Lijst van de IUCN en in 1989 in de lijst van uitgestorven insecten van de United States Fish and Wildlife Service.